# Фонологія
Фонологія (від грец. φωνή — звук, голос і λόγος — слово, вчення) — розділ мовознавства, що вивчає звуки з погляду їхнього функціонування у мові.
Термін виник на початку 20 ст., хоч фонологічні дослідження здійснювалися уже в останніх десятиліттях 19 ст. В українському мовознавстві дослідження у цій ділянці починаються з 20-х pp. у працях з української мови та діалектології О. Синявського, Є. Тимченка, О. Курило та інших. Фонологія безпосередньо пов'язана з фонетикою, яка вивчає звукові засоби мови з фізіологічного та акустичного поглядів.
Отже, об'єкт дослідження в обох випадках той самий — звук людської мови, відмінні тільки аспекти його вивчення.
Основною одиницею фонології є фонема. Поняття фонеми та звука як явища фізичного у фонології не ототожнюється. Фонема виступає у мовній системі як одиниця, що узагальнює певну, реально існуючу множинність звуків і становить обов'язкову категорію мови як суспільного явища, тоді як звук належить до категорії мовленнєвого акту, будучи найменшим елементом мовного потоку, що варіюється у різних позиціях слова, набуває різних особливостей у різних мовців та специфічних рис у різних його стилістичних спрямуваннях. Форма існування мови виступає у її звуковому вираженні. Тому й розгляд її фонематичного складу в фонології ґрунтується на фізичних та артикуляційно-акустичних характеристиках мовних звуків. Виділяються та протиставляються, наприклад, фонеми голосні й приголосні, дзвінкі й глухі, палаталізовані й непалаталізовані та інші. Найголовнішою особливістю кожної фонеми є її диференційні ознаки, що пізнаються на основі протиставлення іншим фонемам, і лише ці ознаки забезпечують їй можливість виконувати функцію розрізнення слів і морфем. Серед них виділяють ознаки постійні та змінні, в одних умовах усі вони передаються повністю, а в інших частково або й зовсім втрачаються, наприклад, фонема к — приголосна, задньоязикова, непалаталізована, глуха, в слові кут зберігає усі свої диференційні ознаки, а в слові вокзал [воґзал] у позиції перед дзвінким приголосним втрачає ознаку глухості; у слові кіт [к'іт] у позиції перед голосним ряду і втрачає ознаку непалаталізованості й реалізується у приголосному напівпалаталізованому к’ і т. д. Отже, в мовленні фонеми реалізуються у різних звукових варіантах, або алофонах, один з яких є основним, коли всі диференційні ознаки фонеми зберігаються, а інші — додаткові, коли деякі з таких ознак втрачаються. Звукові відмінності ще не становлять фонем, фонематичними вони стають лише тоді, коли виконують у мові належні фонемам функції.
Фонологія тісно пов'язана з морфологією: по-перше, морфеми, як і слова, виражаються і розрізняються за допомогою фонем; по-друге, фонеми служать засобом вираження і розрізнення граматичних значень слів (рука — руку) і, по-третє, зміна граматичної форми може супроводжуватися чергуванням фонем у тій самій основі (рука — руці, рух — рушати, ніс — носа; див. Морфонологія).
Розрізняють фонологію загальну (досліджує закони функціонування фонем, властиві багатьом мовам), описову (вивчає їх у конкретній мові або в якомусь конкретному діалекті) та історичну (її завданням є дослідження змін у фонем, складі мови протягом її існування чи певного періоду розвитку). Історичні зміни у фонології системі мови безпосередньо пов'язані з фонетичними й на них ґрунтуються. Внаслідок таких змін деякі фонеми можуть втрачатися. Наприклад, носові голосні зникли ще в давньосхіднослов'янський період, голосні [ъ], [ь], [ѣ] занепали в давньоруський період розвитку східнослов'янських мов, інші виникли пізніше, наприклад, фонема [и] в українській мові розвинулась внаслідок злиття в одному звукові давніх [ы] та [і] [сынъ > син, сіла (графічно — сила) > сила].
У процесі розвитку фонематичного складу можуть втрачатися й окремі диференційні ознаки фонем, і їх протиставлення за цими ознаками, наприклад, назальність — неназальність у системі голосних, а також виникати нові диференційні ознаки й протиставлення за ними фонем, як-от палатальність — непалатальність приголосних, що з'явилася ще в пізній період існування спільнослов'янської мови тощо. У різні періоди розвитку мови виникають нові морфонологічні чергування, напр.: [е] > [о] (везти — возити, нести — носити) ще в праслов'янській мові, [о], [е] > [і] (столи — стіл, печі — піч) — у ранній період розвитку української мови. Може також розширюватись функціонування окремих фонем, напр., [о], [е] в східнослов'янських мовах після вокалізації зредукованих ь, ь тощо.
Фонологія, зокрема, виокремлює в структурі мови одиниці двох рівнів — сегментного і надсегментного. Відповідно виділяється сегментна фонологія і надсегментна фонологія.
Сегментна фонологія займається одиницями мовленнєвого потоку. До них належать: фонема, силабема (склад), такт (фонетичне слово), синтагмема (синтагма) і фразема (фраза).
Надсегментна фонологія (просодика, просодеміка) займається вивченням тих одиниць і засобів мовлення, які накладаються на лінійне (сегментне) мовлення і які в цілому формують явище, що дістало назву інтонація. Сюди належить тонема (тон), акцентема (наголос), ритм, темп, пауза.